# Randusari (Kepil)
Randusari is een bestuurslaag in het regentschap Wonosobo van de provincie Midden-Java, Indonesië. Randusari telt 1580 inwoners (volkstelling 2010).